# Ідель-Урал

Прапор держави Ідель-Урал (за книгою Гаяза Ісхакі «Ідель-Урал», 1933)

55°47′47″ пн. ш. 49°06′32″ сх. д. / 55.796388888889° пн. ш. 49.108888888889° сх. д.
Ідель-Урал (Волга-Урал) — Ідель-Уральська держава (Tatar: Идел-Урал өлкәсе, İdel-Ural ölkäse, إِديل-اٗورال ئۈلكەسىٰ,[), також відома як Волго-Уральська держава або Ідель-Урал Республіка була  спробою об’єднати татар, башкир, поволзьких німців, чувашів та інших у вирі громадянської війни в Росії. Республіка була проголошена 1 березня 1918 року з'їздом мусульман внутрішньої Росії та Сибіру, але того ж місяця була розгромлена більшовиками [4]. Ідель-Урал в перекладі з татарської означає «Волга-Урал», термін, який вживають для позначення фіно-угорських і тюркських країн Поволжя: Ерзяно-Мокшанії (Мордовії), Чувашії, Марій Ел, Татарстану, Удмуртії і Башкортостану.

## Історія
Уперше про створення незалежної татарської держави заговорили під час Всеросійського мусульманського з'їзду в Москві, що відбувся у травні 1917 р. У серпні того ж року в Казані скликали спільний з'їзд представники різних структур: 1-го Всеросійського мусульманського з'їзду, 1-го Всеросійського мусульманського військового з'їзду, З'їзду Всеросійського мусульманського духовенства. Результатом зібрання стало обрання Міллі Меджлісу (тат. Милли Меджлис) — колегіального керівного органу для мусульман тюрко-татар Внутрішньої Росії. Власне Міллі Меджліс і проголосив курс на автономію земель Ідель-Уралу.
2-й Всеросійський мусульманський військовий з'їзд, що проходив у Казані 21 січня — 3 березня 1918 р., ухвалив резолюцію про створення у складі РРФСР штату Ідель-Урал у складі всієї Уфимської і частини Казанської, Симбірської, Самарської, Оренбурзької, Пермської та Вятської губерній. Також було ухвалено рішення про початок формування законодавчих та виконавчих органів Ідель-Уралу: «Міллі ідара» (тат. — «національного управління») у складі трьох міністерств (духовного, просвітництва і фінансів) та двох комітетів (військового та іноземних справ). На З'їзді відбувся розкол за принципом ставлення до Установчих Зборів та Рад. Ліва фракція залишила з'їзд.
Політична ситуація в Ідель-Уралі загострилась після розгону більшовиками Установчих Зборів 18 січня 1918 року. З метою запобігти проголошенню штату Ідель-Урал (що було заплановано на 1 березня 1918 р.), Казанська рада робітничих, солдатських і селянських депутатів 28 лютого запровадила в місті воєнний стан. Лідери 2-го Всеросійського мусульманського військового з'їзду та Харбі Шури (тат. — «військової ради») були заарештовані. Вже ввечері того ж дня арештантів вдалось звільнити. Представники 2-го Всеросійського мусульманського військового з'їзду перенесли свої засідання до татарської частини Казані (за річку Булак), та, 1 березня 1918 року, проголосили у складі Радянської Росії автономний штат Ідель-Урал.
Менш ніж за місяць, 28 березня 1918 року, казанські червоногвардійці захопили адміністративні приміщення штату Ідель-Урал та розформували його керівні органи.

## Політична географія

Сучасний регіон Ідель-Урал — це територія шести республік Російської Федерації: Мордовії, Чувашії, Марій Ел, Татарстану, Удмуртії та Башкортостану. Найзахіднішою країною Ідель-Уралу є Ерзяно-Мокшанія (Мордовія), найсхіднішою — Башкортостан, який одночасно є і найсхіднішою країною Європи.
Загальна площа республік Ідель-Уралу складає 320 708 км². На цих територіях проживають 7 титульних націй: ерзя, мокша, чуваші, марі, татари, удмурти, башкири. За останніми оцінками (2018 рік) на цих територіях мешкає 12 189 127 осіб. Найбільшою за населенням є Республіка Башкортостан, найменшою — Марій Ел. Відстань між найзахідніщою точкою Ідель-Уралу і найсхіднішою України становить близько 500 км. Відстань між найпівденнішою точкою Ідель-Уралу та казахським кордоном становить близько 50 км.
Як зазначає український політолог Павло Подобєд, у період між 1919 та 1925 рр. Башкортостан, а відтак і весь Ідель-Урал, мали спільний кордон із Казакською АСРР (так у той час називався Казахстан). Проте, вже у 1925 році більшовицьке керівництво вилучило Оренбурзьку губернію зі складу радянського Казахстану, передавши її до РРФСР. Столицю Казахстану перенесли з Оренбурга до Кзил-Орди. Так виник Оренбурзький коридор, що розділив дві тюркські республіки. Спершу коридор, що відділяв Казахстан від Башкортостану, був заледве 30 км завширшки. Страх надмірної «дружби народів» між башкирами й казахами змусив Москву кілька разів «уточнити кордони». У результаті він розширився майже вдвічі. Сьогодні Республіки Ідель-Уралу не мають виходів до зовнішніх кордонів, а відстань між південним кордоном Башкортостану і північним Казахстану становить близько 50 км.

## Ідель-Урал в політичних доктринах
В англомовній та російськомовній політологічній літературі Ідель-Урал використовується на позначення здебільшого двох політичних концепцій: держави та конфедерації. Прихильниками першої концепції є, здебільшого, татарські пантюркісти, які розглядають Ідель-Урал як цілісний історико-культурний масив тюркських народів, що охоплює землі сучасної Чуваської Республіки, Татарстану, Башкортостану і низки прилеглих районів Оренбурзької, Челябинської та Самарської областей. Прихильники другої концепції стверджують, що Ідель-Урал — це землі трьох тюркських (Чувашія, Татарстан, Башкортостан) і трьох фіно-угорських країн (Ерзяно-Мокшанія, Марій Ел, Удмуртія), збереження яких можливе лише у спільному політичному союзі — в конфедерації під назвою Ідель-Урал.

### Держава Ідель-Урал

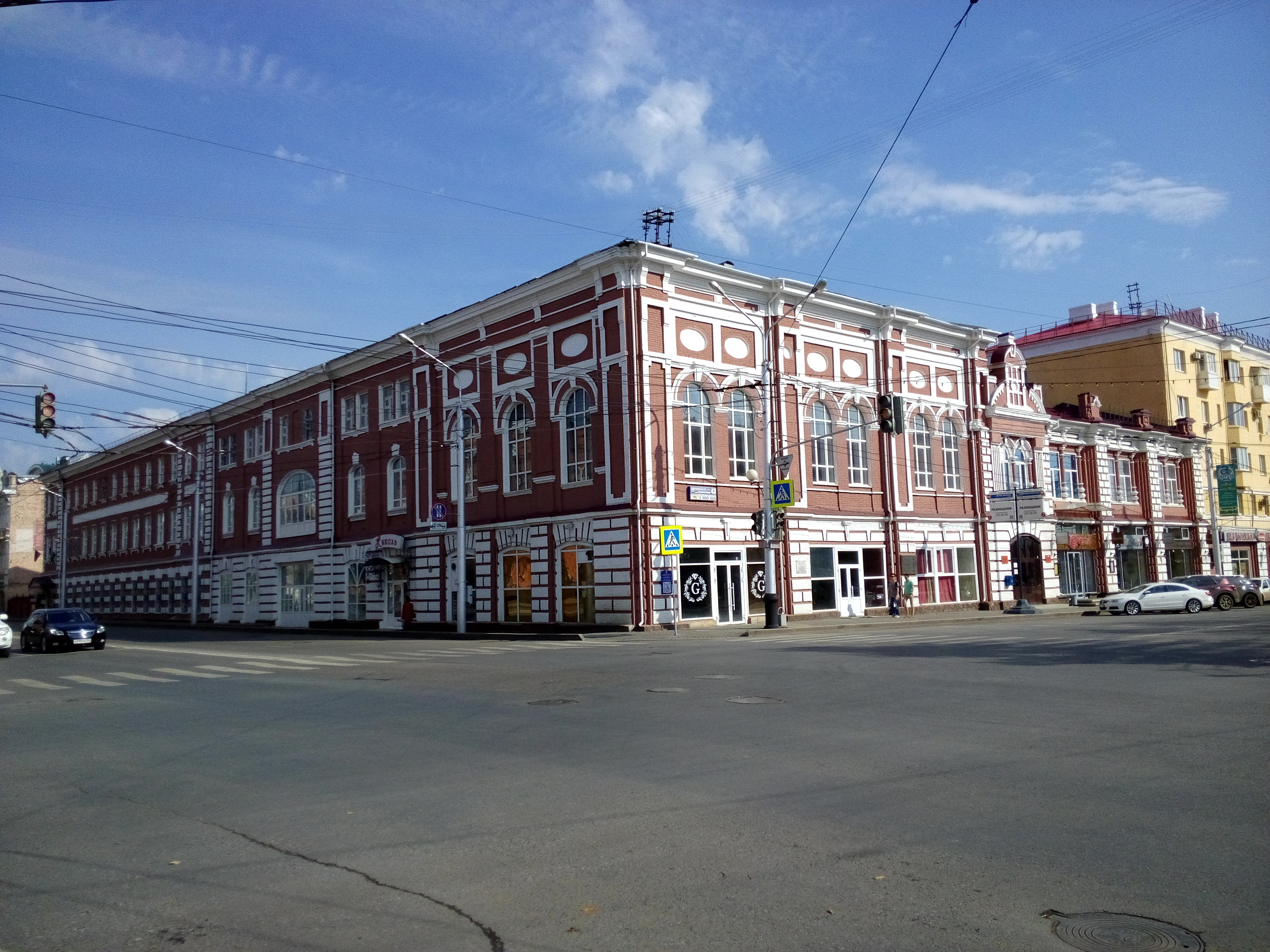
Будинок офіцерів в Уфі, де відбувались засідання Національного парламенту (Милли Меджлису).

Ідея створення тюркської держави Ідель-Урал бере свій початок у 1917 р., коли татарський національний рух вийшов на політичну арену і невдовзі розділився на дві течії: тюркистів (тат. «төрекчеләр») та ґрунтовиків (тат. «туфракчылар»).
Тюркисти. Лідер — депутат Держдуми Садрі Максуді. Ця течія виступала за проєкт екстериторіальної національно-культурної автономії мусульман Внутрішньої Росії і Сибіру. Тюркисти вважали, що всі тюрко-мусульмани не проживають компактно на одній чітко окресленій території, а розкидані на величезних просторах. Тому створення територіальної автономії не зможе вирішити проблем тих тюрко-татар, хто не увійшов до її складу. Прихильники цієї течії вважали, що реалізація ідей опонентів-ґрунтовиків призведе до остаточного поділу російських мусульман на окремі нації, у той час як тюркисти прагнули організувати в Росії єдину мусульманську політичну націю. Тюркисти спиралася передусім на «ветеранів» національного руху в особі самого Максуді, а також Гаяза Ісхакі, Гумера Терегулова та інших. Їх головною соціальною базою була татарська національна буржуазія. Гаяз Ісхакі та Садрі Максуді розглядали Ідель-Урал саме як державу тюрко-татар, а не як конфедерацію тюркських та фіно-угорських народів.
Ґрунтовики. Прихильники лівих партій: ліві есери, більшовики, меньшовики-інтернаціоналісти. Виступали за негайне проголошення територіальної автономії більшої частини Ідель-Уралу, де мешкала основна маса татар, башкир та інших народів Поволжя. Головна соціальна база — національна інтелігенція, солдати та селянство. Ґрунтовики провадили активну пропаганду своїх ідей через власний татаромовний друкований орган — газету «Ирек», що видавалася в Уфі. Її головний редактор, Галімджан Ібрагімов, став першим ідеологом створення територіальної автономії на землях Ідель-Уралу.
Зрештою, обидві протиборчі течії в Національному парламенті (тат. Милли Меджлис) дійшли згоди щодо будівництва обох проєктів — національно-культурної та територіальної автономії.
За задумом Галімджана Шарафа та Галімджана Ібрагімова столицею республіки Ідель-Урал мала стати Уфа. Це було велике територіальне утворення, що включало в себе 7-мільйонне населення: 3,7 млн татар і башкирів, 2,7 млн росіян і близько 0,5 млн чувашів, марійців і удмуртів. Татарський історик Ільнар Гаріфуллін стверджує, що чуваші, марійці та удмурти погодились брати участь у реалізації проєкту з будівництва нової республіки. Башкири, чий ентр національного руху тоді знаходився в Оренбурзі, виступили із критикою будівництва Ідель-Уралу.
Вже після краху Радянського Союзу ідея створення держави Ідель-Урал, у різних територіальних конфігураціях (Татарстан та Башкортостан, інколи ще й з Чувашією), почала набувати популярності у середовищі татарських національних організацій. Однак ідея спільної держави татар і башкир зіштовхнулась із гострим несприйняттям башкирських національних еліт, які вбачають у татарах асиміляційну загрозу. Крім того, протягом ХХ століття значно активізували свою політичну діяльність національні рухи фіно-угорських народів Поволжя, котрі вже не готові відігравати другорядні ролі у татарських політичних проєктах, часто вбачаючи у них такі ж загрози, що походять і від російських імперців.

### Конфедерація Ідель-Урал

Карта Ідель-Уралу

Заявлені кордони Ідель-Уралу

Відповіддю на новітні суспільно-політичні виклики Поволжя стала поява нового політичного проєкту — конфедерації шести республік під назвою Ідель-Урал. Ця ідея була сформована в еміграційному середовищі представниками національних рухів татар та ерзян, які у 2018 р., на спільній прес-конференції у Києві, заявили про утворення суспільно-політичного руху «Вільний Ідель-Урал». Спочатку «Вільний Ідель-Урал» ставив своїм завданням відновлення республіками Татарстан, Марій Ел, Удмуртія, Башкортостан, Чувашія та Ерзяно-Мокшанія (Мордовія) державного суверенітету. Однак, після прийняття Держдумою РФ закону, який зробив необов'язковим вивчення в школах національних республік їхніх державних мов, рух «Вільний Ідель-Урал» проголосив курс на створення національних демократичних держав Поволжя.
«Вільний Ідель-Урал» бачить майбутнє Ідель-Уралу як союз незалежних держав Татарстану, Марій Ел, Удмуртії, Башкортостану, Чувашії і Ерзяно-Мокшанії. Кожна республіка буде здійснювати незалежну зовнішню і внутрішню політику. Для всіх держав буде створена єдина грошова одиниця, митний простір, армія і спільна охорона зовнішніх кордонів. Для досягнення поставленої мети «Вільний Ідель-Урал» використовує лише ненасильницькі методи боротьби.
За даними низки російських ЗМІ, рух має підтримку у політичних колах Естонії, України, Литви, Туреччини та США.